# Post Pop Depression
Post Pop Depression – siedemnasty album studyjny amerykańskiego piosenkarza Iggy’ego Popa. Wydawnictwo ukazało się 18 marca 2016 roku nakładem wytwórni płytowych Caroline Records, Rekords Rekords i Loma Vista Recordings. Nagrania zostały zarejestrowane pomiędzy styczniem a marcem 2015 roku w Rancho De La Luna i Pink Duck Studios we współpracy Joshuą Homme, muzykiem znanym m.in. z zespołów Queens of the Stone Age i Eagles of Death Metal. W pracach nad płytą uczestniczyli ponadto m.in. perkusista Matt Helders, członek formacji Arctic Monkeys oraz gitarzysta Dean Fertita, związany z grupą The Dead Weather.
Album zadebiutował na 17. miejscu listy Billboard 200 w Stanach Zjednoczonych sprzedając się w nakładzie 17 tys. egzemplarzy w przeciągu tygodnia od dnia premiery. Nagrania trafiły ponadto m.in. na listy przebojów w Wielkiej Brytanii, Polsce, Francji, Niemczech oraz Szwajcarii.

## Lista utworów
Opracowano na podstawie materiału źródłowego.
| Nr | Tytuł utworu            | Długość |
| -- | ----------------------- | ------- |
| 1. | „Break Into Your Heart” | 3:54    |
| 2. | „Gardenia”              | 4:14    |
| 3. | „American Valhalla”     | 4:38    |
| 4. | „In the Lobby”          | 4:14    |
| 5. | „Sunday”                | 6:06    |
| 6. | „Vulture”               | 3:15    |
| 7. | „German Days”           | 4:47    |
| 8. | „Chocolate Drops”       | 3:58    |
| 9. | „Paraguay”              | 6:25    |
|    |                         | 41:31   |

## Twórcy
Opracowano na podstawie materiału źródłowego
| - Iggy Pop – wokal prowadzący, gitara - Dean Fertita – wokal wspierający, instrumenty klawiszowe, gitara basowa, gitara - Matt Helders – wokal wspierający, perkusja, instrumenty perkusyjne - Joshua Homme – wokal wspierający, instrumenty klawiszowe, instrumenty perkusyjne, gitara, gitara basowa, aranżacje, produkcja - Lynne Fiddmont, Sharlotte Gibson – wokal wspierający - Daphne Chen, Eric Gorfain – altówka - Lauren Chipman – skrzypce |  | - Richard Dodd – wiolonczela - David Moyer – saksofon, flet, klarnet - Jordan Katz – trąbka - Philip Blake Cooper – tuba - Danny T. Levine – puzon, trąbka, róg - Mark Rankin – inżynieria dźwięku, miksowanie - Gavin Lurssen, Reuben Cohen – mastering |